# ICICI 뱅크

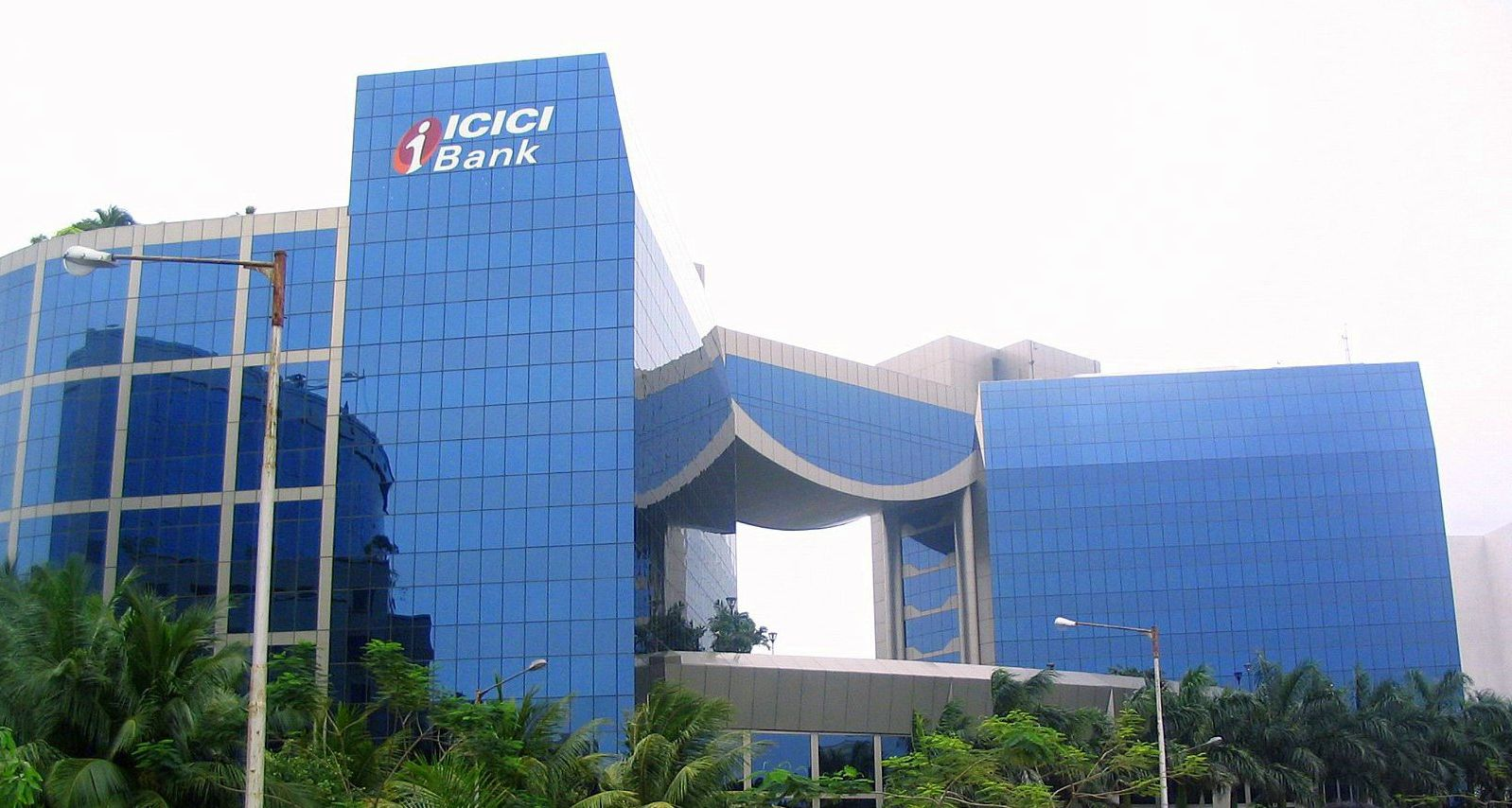

ICICI 뱅크(ICICI Bank Limited)는 바도다라에 본사를 둔 인도의 다국적 은행 및 금융 서비스 기업이다. 투자은행, 생명보험, 비생명보험, 벤처 캐피털, 자산운용 등 다양한 채널과 특수 지사를 통해 기업 및 리테일 고객들을 위한 다양한 은행업 제품과 금융 서비스를 제공한다.
이 은행의 분점은 인도 전역에 5,275곳이고 ATM 수는 15,589개이며 17개국에 존재감이 있다. 이 은행은 영국과 캐나다에 지사가 있고, 미국, 싱가포르, 바레인, 홍콩, 카타르, 오만, 두바이국제금융센터, 중국, 남아프리카에 분점이 있으며 아랍에미리트, 방글라데시, 말레이시아, 인도네시아에 대표사무소가 있다. 이 기업의 영국 지사는 또한 벨기에와 독일에 분점을 설립하기도 했다.

## 역사
ICICI(The Industrial Credit and Investment Corporation of India)는 1955년 1월 5일 설립되었다.

## 같이 보기
- 인도 준비은행